# Apache Rocks the Bottom
Apache Rocks the Bottom! (Apač houpe zadkem) je píseň německé skupiny Scooter. Vznikla spojením písní Rock Bottom a Apache z alba Who's Got the Last Laugh Now? z roku 2005. Jako singl vyšla píseň v roce 2005. Singl vyšel na konci roku (30. prosince).

## Seznam skladeb
1. Apache Rocks The Bottom! (Radio Edit) - (3:45)
2. Apache Rocks The Bottom! (Extended Mix) - (5:47)
3. Apache Rocks The Bottom! (Dub Mix) - (5:57)
4. Apache Rocks The Bottom! (Club Mix) - (5:30)
5. Apache Rocks The Bottom! (Snippet) - (0:30)
6. Countdown - (1:41)

## Umístění ve světě
| Hitparáda | Umístění |
| --------- | -------- |
| Švýcarsko | 54       |
| Rakousko  | 23       |
| Finsko    | 2        |
| Švédsko   | 47       |